# Liste des gouverneurs coloniaux du Nyassaland
Le gouverneur colonial du Nyassaland est le représentant de la Couronne britannique dans le Protectorat du Nyassaland, l'actuel Malawi.

## Liste des gouverneurs
| Portrait                                                                                              | Nom (Naissance-Décès)            | De                | A                 | Détails                                                                                                 |
| Protectorat britannique d'Afrique centrale - District de Nyassaland                                   |                                  |                   |                   | |
| | Harry Hamilton Johnston          | 1er février 1891  | 1893              | Commissaire                                                                                             |
| Protectorat britannique d'Afrique centrale                                                            |                                  |                   |                   | |
| | Harry Hamilton Johnston          | 1893              | 16 avril 1896     | Commissaire                                                                                             |
| | Alfred Sharpe                    | 16 avril 1896     | 1er avril 1907    | Commissaire, puis à partir du 1er janvier 1902 il est Commissaire, Commandant-en-Chef et Consul-général |
| Nyassaland                                                                                            |                                  |                   |                   | |
| | Francis Barrow Pearce            | 1er avril 1907    | Septembre 1907    | Commissaire intérimaire                                                                                 |
| | William Henry Manning            | Octobre 1907      | 1er mai 1908      | Gouverneur intérimaire (1re fois)                                                                       |
| | Alfred Sharpe                    | 1er mai 1908      | 1er avril 1910    | |
| | Francis Barrow Pearce            | 1er avril 1910    | 4 juillet 1910    | Gouverneur intérimaire                                                                                  |
| | Henry Richard Wallis             | 4 juillet 1910    | 6 février 1911    | Gouverneur intérimaire                                                                                  |
| | William Henry Manning            | 6 février 1911    | 23 septembre 1913 | Gouverneur intérimaire (2e fois)                                                                        |
| | George Smith                     | 23 septembre 1913 | 12 avril 1923     | |
| | Richard Sims Donkin Rankine      | 12 avril 1923     | 27 mars 1924      | Gouverneur intérimaire                                                                                  |
| | Charles Calvert Bowring          | 27 mars 1924      | 30 mai 1929       | |
| | Wilfred Bennett Davidson-Houston | 30 mai 1929       | 7 novembre 1929   | Gouverneur intérimaire                                                                                  |
| | Shenton Thomas                   | 7 novembre 1929   | 22 novembre 1932  | |
| | Hubert Winthrop Young            | 22 novembre 1932  | 9 avril 1934      | |
| | Kenneth Lambert Hall             | 9 avril 1934      | 21 septembre 1934 | Gouverneur intérimaire                                                                                  |
| | Harold Baxter Kittermaster       | 21 septembre 1934 | 20 mars 1939      | |
| | Donald Mackenzie-Kennedy         | 20 mars 1939      | 8 août 1942       | |
| | Edmund Charles Smith Richards    | 8 août 1942       | 27 mars 1947      | |
| | Geoffrey Francis Taylor Colby    | 30 mars 1947      | 10 avril 1956     | |
| Intégré dans la Fédération de Rhodésie et du Nyassaland entre le 1er août 1953 et le 31 décembre 1963 |                                  |                   |                   | |
| | Robert Perceval Armitage         | 10 avril 1956     | 10 avril 1961     | |
| | Glyn Smallwood Jones             | 10 avril 1961     | 6 juillet 1964    | |
| Indépendance du Malawi le 6 juillet 1964                                                              |                                  |                   |                   | |